# Riberas del Ayuda
Riberas del Ayuda este o arie protejată (arie specială de conservare — SAC, sit de importanță comunitară — SCI) din Spania întinsă pe o suprafață de 507,49 ha, integral pe uscat.

## Localizare
Centrul sitului Riberas del Ayuda este situat la coordonatele 42°40′58″N 2°41′19″W / 42.6829°N 2.6886°V.

## Înființare
Situl Riberas del Ayuda a fost declarat sit de importanță comunitară în iulie 2000 pentru a proteja 6 specii de animale. Situl a fost protejat și ca arie specială de conservare în septembrie 2015.

## Biodiversitate
Situată în ecoregiunile atlantică și mediteraneană, aria protejată conține 10 habitate naturale: Lacuri eutrofice naturale cu vegetație de tip Magnopotamion sau Hydrocharition, Râuri mediteraneene cu debit permanent și vegetație de Glaucium flavum, Pajiști umede mediteraneene cu ierburi înalte de Molinio-Holoschoenion, Lande oro-mediteraneene cu formațiuni endemice de grozamă, Cursuri de apă de la nivel de câmpie la nivel montan, cu vegetație Ranunculion fluitantis și Callitricho-Batrachion, Păduri aluvionare cu Alnus glutinosa și Fraxinus excelsior (Alno-Padion, Alnion incanae, Salicion albae), Galerii de Salix alba și de Populus alba, Păduri iberice de Quercus faginea și Quercus canariensis, Liziere de ierburi înalte hidrofile de câmpie și de nivel montan până la alpin, Păduri de fag acidofile atlantice, cu subarboret de Ilex și, uneori, de asemenea, Taxus, la nivelul arbuștilor (Quercion robori-petraeae sau Ilici-Fagenion).
La baza desemnării sitului se află mai multe specii protejate:
- amfibieni (1): Discoglossus jeanneae
- mamifere (3): Galemys pyrenaicus, vidră de râu (Lutra lutra), nurcă (Mustela lutreola)
- pești (2): Achondrostoma arcasii, Parachondrostoma miegii

Pe lângă speciile protejate, pe teritoriul sitului au mai fost identificate 7 specii de plante, 4 specii de amfibieni, 6 specii de mamifere, 3 specii de pești, 1 specie de reptile.